# Hawkesbury (Ontário)
| Hawkesbury, Ontário                  |                    |
|                                      |                    |
| \| \| \| Brasão \|                   |                    |
| Província                            | Ontário            |
| Prefeito                             | Jeanne Charlebois  |
|                                      |                    |
| Área                                 |                    |
| - Cidade                             | 9,46 km²           |
| População (2001)                     |                    |
| - Cidade                             | 10 869 hab. (2006) |
| Website: www.ville.hawkesbury.on.ca/ |                    |
|                                      |                    |
| Brasão                               |                    |

Hawkesbury é uma cidade na província de Ontário, Canadá, majoritariamente francófona (70 % população) situada nos condados de Prescott e Russel, às margens do Rio Ottawa.

## História
Hawkesbury foi fundada em 1854. Seu nome foi escolhido em homenagem ao barão Hawkesbury, Charles Jenkinson.
|  |  |

A utilisação da força hidráulica, que fazia funcionar uma serraria, permitiu a expansão industrial e demográfica da cidade no fim do século XIX.